# 데이비드 카루소
데이비드 카루소(영어: David Caruso 데이비드 커루소[*], 영어 발음: /kəˈrusoʊ/, 1956년 1월 7일 ~ )는 미국의 배우이다.

## 경력
데이비드 카루소는 "NYPD 블루"라는 드라마에서 형사 '존 켈리' 역으로 골든 글로브상을 수상하고, 에미상 후보에 오르는 등 많은 찬사와 주목을 받았다.
이후 CBS의 드라마 시리즈인 "마이클 헤이즈"를 기획, 주연을 맡기도 했다.

## 출연 작품

### 영화
- 프루프 오브 라이프(Proof of Life)
- 세션 9(Session 9)
- 사관과 신사
- 차이나 걸(China Girl)
- 킹 오브 뉴욕(The King of New York)
- 형사 매드독(Mad Dog and Glory)
- 이중노출(Kiss of Death)
- 제이드(Jade)
- 바디 카운트(Body Count)
- 콜드 하트(Cold around the Heart)
- 람보: 퍼스트 블러드(Rambo First Blood)

### 텔레비전 시리즈
- 뉴욕경찰 24시(NYPD 블루)
- CSI 라스베가스 - 호레이쇼 케인 반장 역
- CSI 마이애미 - 호레이쇼 케인 반장 역
- CSI 뉴욕 -  호레이쇼 케인 반장 역